# Stoletov (cràter)
Stoletov és un cràter d'impacte lunar pertanyent a la cara oculta de la Lluna. Es troba en l'hemisferi nord, a menys d'un diàmetre al nord de Kulik. Al nord-oest d'Stoletov es troba Montgolfier.

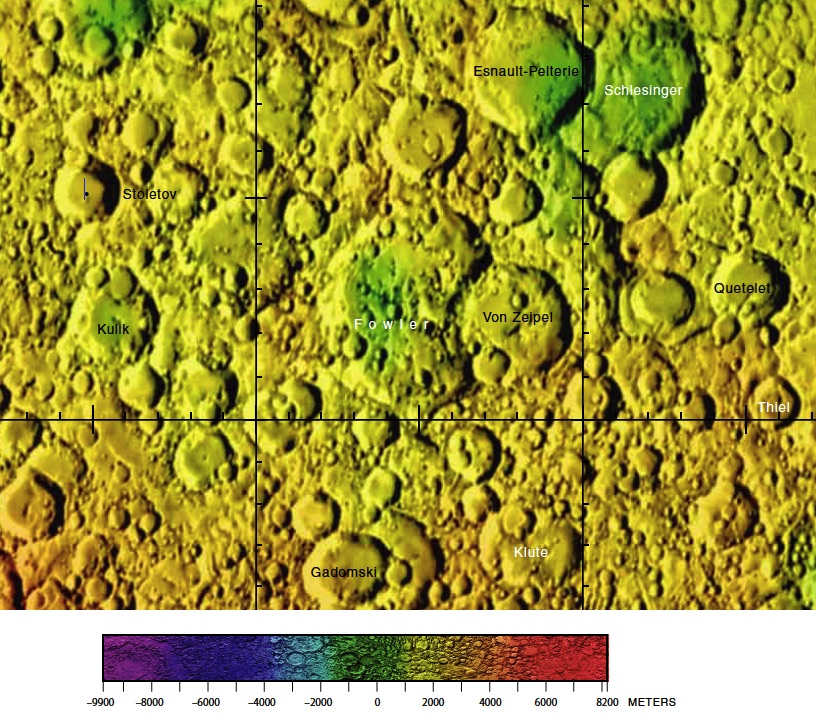
Localització d'Stoletov (a l'esquerra del centre del quadrant superior esquerre de la imatge)

És una formació desgastada i erosionada. Presenta un cúmul combinat de petits impactes en el bord nord i petits cràters travessant els bords sud i oest. Les parets internes i el sòl interior manquen relativament de trets significatius. Posseeix un petit cràter al sud del punt mitjà.

## Cràters satèl·lit
Per convenció aquests elements són identificats en els mapes lunars posant la lletra en el costat del punt mitjà del cràter que està més proper a Stoletov.
|          | \| Stoletov \| Coordenades \| Diàmetre \| \| -------- \| -------------------------------------- \| -------- \| \| C \| 46° 18′ N, 153° 36′ O / 46.3°N,153.6°O \| 36 km \| \| Y \| 46° 30′ N, 155° 36′ O / 46.5°N,155.6°O \| 22 km \| |          |
| Stoletov | Coordenades | Diàmetre |
| C        | 46° 18′ N, 153° 36′ O / 46.3°N,153.6°O | 36 km    |
| Y        | 46° 30′ N, 155° 36′ O / 46.5°N,155.6°O | 22 km    |